# Zofia Staruszkiewicz
Zofia Staruszkiewicz (ur. 15 maja 1918 w Deper w Stanach Zjednoczonych, zm. 19 kwietnia 1996 w Grudziądzu) – polska lekkoatletka, sprinterka, wielokrotna mistrzyni kraju.

## Życiorys
Była absolwentką Koedukacyjnej Szkoły Handlowej w Grudziądzu w 1934, następnie pracowała jako księgowa.
Była mistrzynią Polski w biegu na 200 metrów w 1936 i 1937, w sztafecie 4 × 100 metrów w 1936, 1937 i 1947 oraz w sztafecie 4 × 200 metrów w 1937 i 1947, a także wicemistrzynią w biegu na 60 metrów i biegu na 100 metrów w 1937 oraz brązową medalistką w biegu na 100  metrów w 1936. Była również halową mistrzynią Polski w biegu na 50 metrów w 1937 oraz w wahadłowej sztafecie 4 × 50 metrów w 1937, 1947 i 1949, a także brązową medalistką w pchnięciu kulą w 1947.
Jeden raz wystąpiła w meczu reprezentacji Polski (z Litwą, 10–11 czerwca 1939 w Warszawie) w sztafecie 4 × 100 metrów.
Była zawodniczką Sokoła Grudziądz (1933–1939) i Grudziądzkiego Klubu Sportowego (1947–1949).
Rekordy życiowe:
- bieg na 60 metrów – 8,0 s (12 lipca 1936, Bydgoszcz)
- bieg na 100 metrów – 12,9 s (1937)
- bieg na 200 metrów – 27,4 s (1937)